# Spreewaldkrimi
Spreewaldkrimi è una serie televisiva tedesca di genere poliziesco, prodotta da Aspekt Telefilm-Produktion e Network Movie e trasmessa dal 2006 dall'emittente ZDF. Protagonista della serie è l'attore Christian Redl; altri interpreti principali sono Thorsten Merten e Claudia Geisler-Bading.
Della serie sono andati in onda 15 episodi in formato di film TV: il primo episodio è stato trasmesso in prima visione il 6 novembre 2006.

## Trama
Protagonista delle vicende è il commissario capo Thorsten Krüger, che indaga su misteriosi casi di omicidio che avvengono nellaforesta della Sprea, nel Land del Brandeburgo. Gli omicidi sono spesso legati a leggende locali, al passato della zona all'epoca della DDR o a faide familiari.

## Episodi
| Nr | Titolo originale       | Titolo italiano | Prima TV Germania                          | Prima TV Italia |
| -- | ---------------------- | --------------- | ------------------------------------------ | --------------- |
| 1  | Das Geheimnis im Moor  |                 | 6 novembre 2006                            | inedito         |
| 2  | Der Tote im Spreewald  |                 | 26 ottobre 2009                            | inedito         |
| 3  | Die Tränen der Fische  |                 | 28 marzo 2011                              | inedito         |
| 4  | Eine tödliche Legende  |                 | 30 settembre 2012                          | inedito         |
| 5  | Feuerengel             |                 | 17 novembre 2013                           | inedito         |
| 6  | Mörderische Hitze      |                 | 12 maggio 2014                             | inedito         |
| 7  | Die Tote im Waier      |                 | 17 novembre 2014                           | inedito         |
| 8  | Die Sturmnacht         |                 | 23 novembre 2015                           | inedito         |
| 9  | Spiel mit dem Tod      |                 | 13 febbraio 2017                           | inedito         |
| 10 | Zwischen Tod und Leben |                 | 13 novembre 2017                           | inedito         |
| 11 | Tödliche Heimkehr      |                 | 2018                                       | inedito         |
| 12 | Zeit der Wölfe         |                 | 20 aprile 2020 (web)/27 aprile 2020 (TV)   | inedito         |
| 13 | Totentanz              |                 | 1 febbraio 2021 (web)/8 febbraio 2021 (TV) | inedito         |
| 14 | Toten trauern nicht    |                 | 19 marzo 2022 (web)/28 marzo 2022 (TV)     | inedito         |
| 15 | Die siebte Person      |                 | 13 gennaio 2023 (web)/30 gennaio 2023 (TV) | inedito         |

## Personaggi e interpreti
- Commissario Capo Thorsten Krüger, interpretato da Christian Redl (ep. 1-...)[2][3]
- Fichte, interpretato da Thorsten Merten (ep. 3-…)[2][3]
- Dott.ssa Marlene Seefeldt, interpretata da Claudia Geisler-Bading (13 episodi-…)[2][3]
- Anna, interpretata da Rike Schäffer (6 episodi).[2][3] È la biologa.[2][3]

## Ascolti
In Germania, la serie ha raggiunto il massimo degli ascolti con l'episodio Totentanz, trasmesso lunedì 8 febbraio 2021 e seguito da 7,17 milioni di telespettatori.